# 율리우스-클라우디우스 왕조
율리우스-클라우디우스 왕조(라틴어: Julius Claudius)는 로마 제국 최초의 세습 왕조이다. 그 이름은 왕조의 처음 두 황제인 가이우스 율리우스 카이사르 옥타비아누스와 티베리우스 클라우디우스 네로의 씨족명에서 유래했다.
총 5명의 황제들을 배출하였으며, 기원전 27년부터 68년까지 약 100년간 제국을 다스리다가 마지막 황제인 네로가 자살하면서 맥이 끊어졌다.

## 성립
초대 황제 아우구스투스는 자신의 혈통에서 다음 후계자를 낼 수 있도록 외동딸 대(大)율리아를 조카인 마르켈루스에게 시집가게 한 뒤 후계자로 결정했다. 그러나 마르켈루스가 기원전 23년에 죽어 후계자 후보가 없어지게 되었다. 그러자 아우구스투스는 율리아를 심복인 아그리파에게 시집가게 해 두 사람 사이에 낳은 아이들, 즉 아우구스투스의 직계 손자인 가이우스 카이사르와 루키우스 카이사르를 후계자로 삼았다. 그런데, 기원전 2년에 루키우스 카이사르가 마르세유에서, 기원전 4년에 가이우스 카이사르가 튀르키예에서 죽어버렸다.
그리하여 기원 14년에 아우구스투스가 죽자, 티베리우스가 황제가 되었다. 티베리우스는 리비아와 티베리우스 클라우디우스 네로의 사이에서 태어난 아이이며, 티베리우스의 즉위에 의하여 계통은 율리우스 씨족에서 클라우디우스 씨족으로 바뀌었다. 이 때부터 율리우스-클라우디우스 왕조가 성립했다고 말할 수 있다.

## 제위 계승
율리우스-클라우디우스 왕조는 성립 과정이 복잡하면서, 제위도 친자식에게 계승된 예가 없다. 티베리우스는 아우구스투스의 후계자 후보로서 양아들로 맞이할 수 있었던 당초부터 조카인 게르마니쿠스를 양아들로 맞아들여 후계자를 자기 아들로 삼을 수 없었다. 이것은 어디까지나 자신의 혈통을 고집한 아우구스투스가 질녀를 통해 율리우스 씨족의 피가 흐르는 게르마니쿠스의 제위 계승을 바랐기 때문이다. 말하자면 티베리우스는 "중계"였다.
그 게르마니쿠스가 죽어, 게르마니쿠스의 아들인 가이우스 카이사르 게르마니쿠스가 세 번째 황제가 되지만, 그도 치세 4년에 아내와 딸과 함께 암살되고 만다. 네 번째 황제로서 즉위한 숙부인 클라우디우스에게는 친아들 브리타니쿠스가 있었지만, 이것도 클라우디우스가 자신의 조카딸인 소(小)아그리피나를 아내로 삼아 루키우스 도미티우스 아헤노바르부스(네로)를 제위에 오르게 했기 때문에 성사되지 못하였다.

## 율리우스-클라우디우스 왕조의 황제 일람
1. 율리우스 카이사르 (기원전 44년)
2. 아우구스투스 (기원전 27년 - 14년)
3. 티베리우스 (14년 - 37년)
4. 칼리굴라 (37년 - 41년)
5. 클라우디우스 (41년 - 54년)
6. 네로 (54년 - 68년)

참고: 율리우스-클라우디우스 가계도, 로마 황제 연대표